# 蠅
蠅（別名蒼蠅、青蝇、烏蠅）為雙翅目短角亞目家蠅下目（學名：Muscomorpha）昆蟲的總稱，全世界約有3000種；其幼虫称为蛆。
較舊的分類在家蠅下目之下包括有一個名為環縫群（；亦作環縫短角群）的分類，但現時環縫群被視為家蠅下目的異名。
蠅類成蟲的飛翔能力非常出色，可在空中固定盤旋，或在高速飛行中急劇轉換方向等。振翅以每秒鐘振動300次的頻率，飛行速度約每小時40公里。

## 生態重要性
蒼蠅多以腐敗有機物為食，因此常見於衛生較差的環境。蒼蠅具有舐吮式口器，會污染食物以及傳播痢疾等疾病，因此被視為害蟲。
在生態系中，蠅的幼蟲扮演動植物清除者的重要角色。蒼蠅的成蟲由於嗜食甜物質，因此也能代替蜜蜂用於農作物的授粉和品種改良。
临床医学上，活蝇蛆可接种于伤口之中，起杀菌清创，促进愈合之作用。
富含蛋白质的蝇蛆，由於粗蛋白質含量高達60%以上，其蛋白質高於目前人類大量使用的魚粉，蠅蛆體內更富含人體所需的必需氨基酸，是重要的饵料、饲料，可工厂化生产。

## 生態行為

### 食物偏好和覓食方法
蠅為雜食性昆蟲，常見的種類則多偏好甜食或腐食，如：食蚜蠅與寄生蠅喜歡訪花吸蜜；果蠅與果實蠅喜歡食水果或腐果；麗蠅、家蠅與肉蠅則偏好腐肉與糞便。牛蠅、馬蠅和鹿蠅同屬吸血蠅類，銳利如刀片的嘴部能切開動物表皮並吸食血液，喜歡聚集於泳池、池塘、溪、湖、沼澤，以及潮濕的樹林區。吸血蠅叮咬後皮膚會立即發癢、發炎、紅腫。亦可能引發頭暈、全身無力，眼睛與嘴唇周圍發癢紅腫，因為吸血蠅切咬的傷口可能被感染了。若傷口周圍嚴重紅腫或疼痛時應就診。馬蠅和鹿蠅可能傳播某些疾病，但僅對家畜或其它動物有威脅性，極少威脅人類。
粗大且類似象鼻的舐吸式口器，是大部分蠅用來舐食液體食物的利器。舐食之前，很多蠅會先分泌消化液，溶解食物中的養分，再舐食吸收。

### 棲息地環境
蠅的棲息環境(棲息地)與其食物偏好有密切的關係。
食蚜蠅常在花叢附近盤旋；某些果實蠅（尤其是雌蠅）會在果園出沒；垃圾筒邊及久置的水果上流連不去的紅眼小蠅應該是果蠅；養雞場或以雞糞為堆肥的農場、果園附近，會見到龐大的家蠅族群；而嗜食腐肉、糞便的肉蠅與麗蠅則是垃圾堆填區的常客。
由於家蠅、麗蠅、麻蠅等蠅經常於人類的食物與汙物之間來往覓食，因此成了傳播細菌、流行傳染病源的元兇。

### 幼蟲習性
食蚜蠅的幼蟲專門捕食成群危害植物健康的蚜蟲或介殼蟲，對抑制害蟲有非常大的貢獻。寄生蠅幼蟲會寄生在蝴蝶、蛾幼蟲的體內，成熟後再鑽出寄主體外化蛹，造成寄主死亡， 無形中減低了農作物受害的機會。果實蠅的雌蠅常在果園或農田的果實上產卵，好讓幼蟲寄居果實生長，但也使這些果實喪失食用價值，造成經濟上嚴重的損失。
不過，這些不同的蒼蠅，並不是全都對人類有害，有些種類對人類還有直接或間接的貢獻。

## 生活史
蒼蠅為完全變態的昆蟲（卵、幼蟲、蛹、成蟲）。
雌蟲將卵產於腐肉或糞便等腐敗有機物上，幼蟲孵化後以這些腐敗物為食。某些種類的蒼蠅卵胎生，例如麻蠅。

## 農藥殘留快速檢測
台灣的農委會農業試驗所研發農藥殘留快速檢測技術，使用感性家蠅品系進行農藥檢測，於封閉式實驗室繁殖該感性家蠅品系，待家蠅成熟後，於家蠅體內萃取出神經酵素--乙醯膽鹼酯酶 (Acetylcholinesterase ,AChE)，根據抗膽鹼類農藥會抑制乙醯膽鹼酯酶活性之原理，檢驗農作物是否有農藥殘留。該技術檢測耗時短，實際應用上能大幅縮短農作物檢驗時間，維持農作物的新鮮度，有利於市場消售渠道及衛生單位檢驗把關。

## 系統及分類

### 總科與科
根據ITIS，家蠅下目包括77個科、137個亞科。現時家蠅下目的物種，按WoRMS大致可以分為Aschiza和Schizophora這兩大類，分別如下：
- 無縫組 Aschiza[4]
  - 扁腳蠅總科 Platypezoidea
  - 食蚜蠅總科 Syrphoidea
- 有縫組 Schizophora[4]
  - 無瓣類 Acalyptratae
    - 眼蠅總科 Conopoidea
    - 果實蠅總科 Tephritoidea
    - 長腳蠅總科 Nerioidea
    - 柄眼蠅總科 (突眼蝇总科) Diopsoidea
    - 沼蠅總科 Sciomyzoidea
    - 大跗蠅總科 Sphaeroceroidea
    - 縞蠅總科 Lauxanioidea
    - 禾蠅總科 Opomyzoidea
    - 水蠅總科 Ephydroidea
    - 鳥蠅總科 Carnoidea

  - 有瓣類 Calyptratae
    - 家蠅總科 Muscoidea
    - 狂蠅總科 Oestroidea
    - 蝨蠅總科 Hippoboscoidea

沼蠅總科屬下的成員舊屬縞蠅總科。

## 圖集

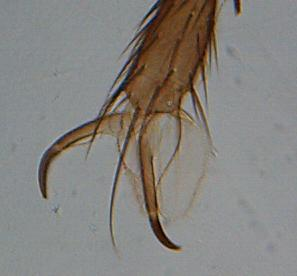
家蠅的腳
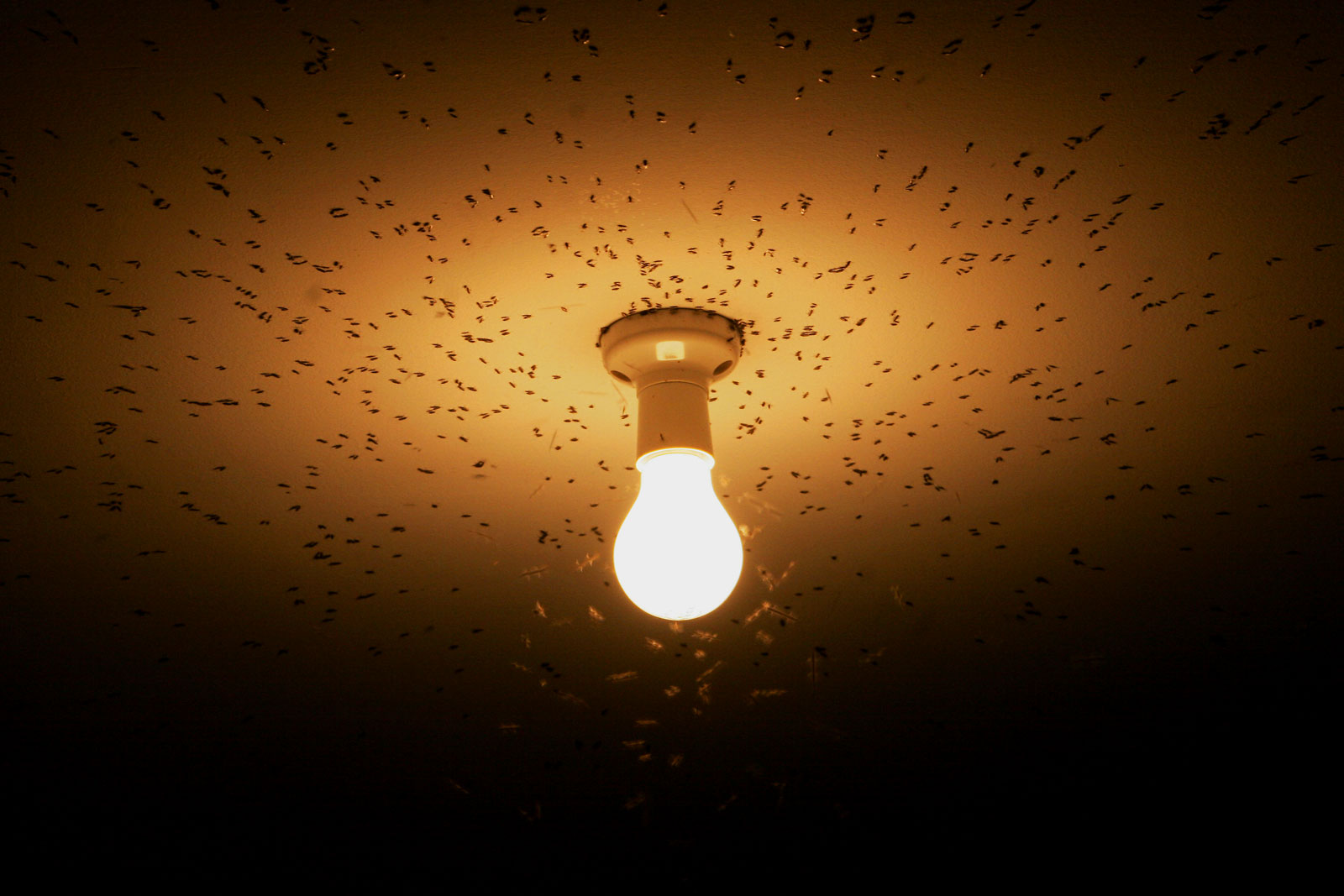
蒼蠅被燈光所吸引 （夏天）
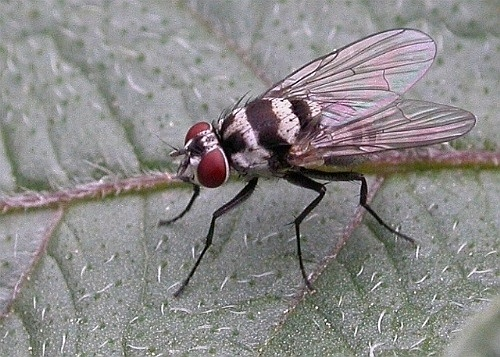
停在葉面上的蒼蠅
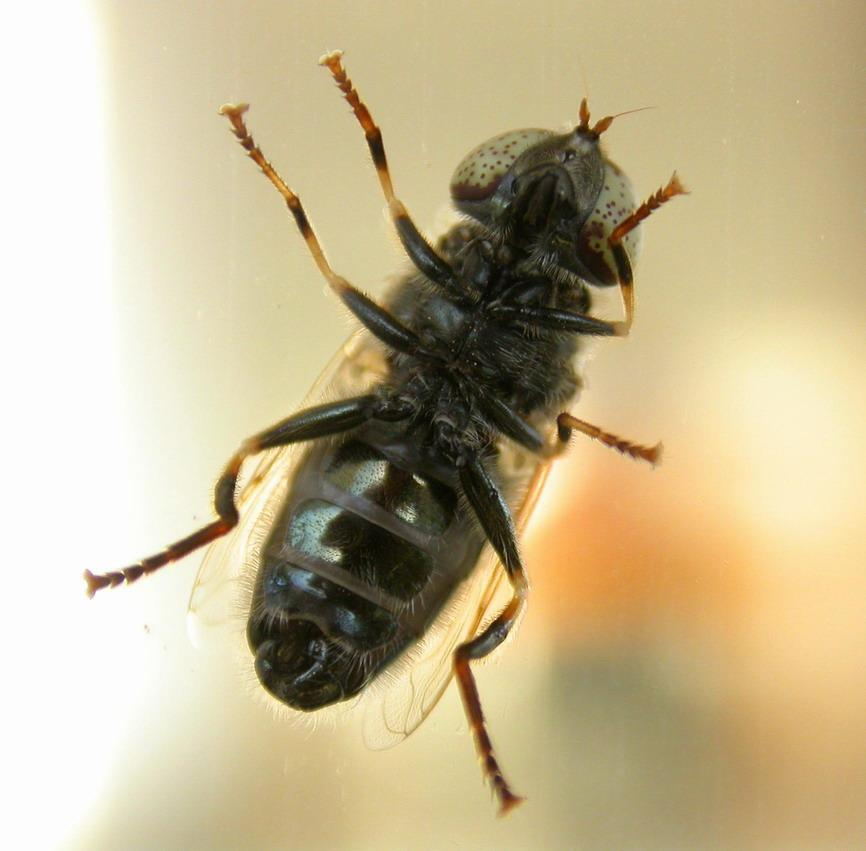
停在玻璃上的蒼蠅
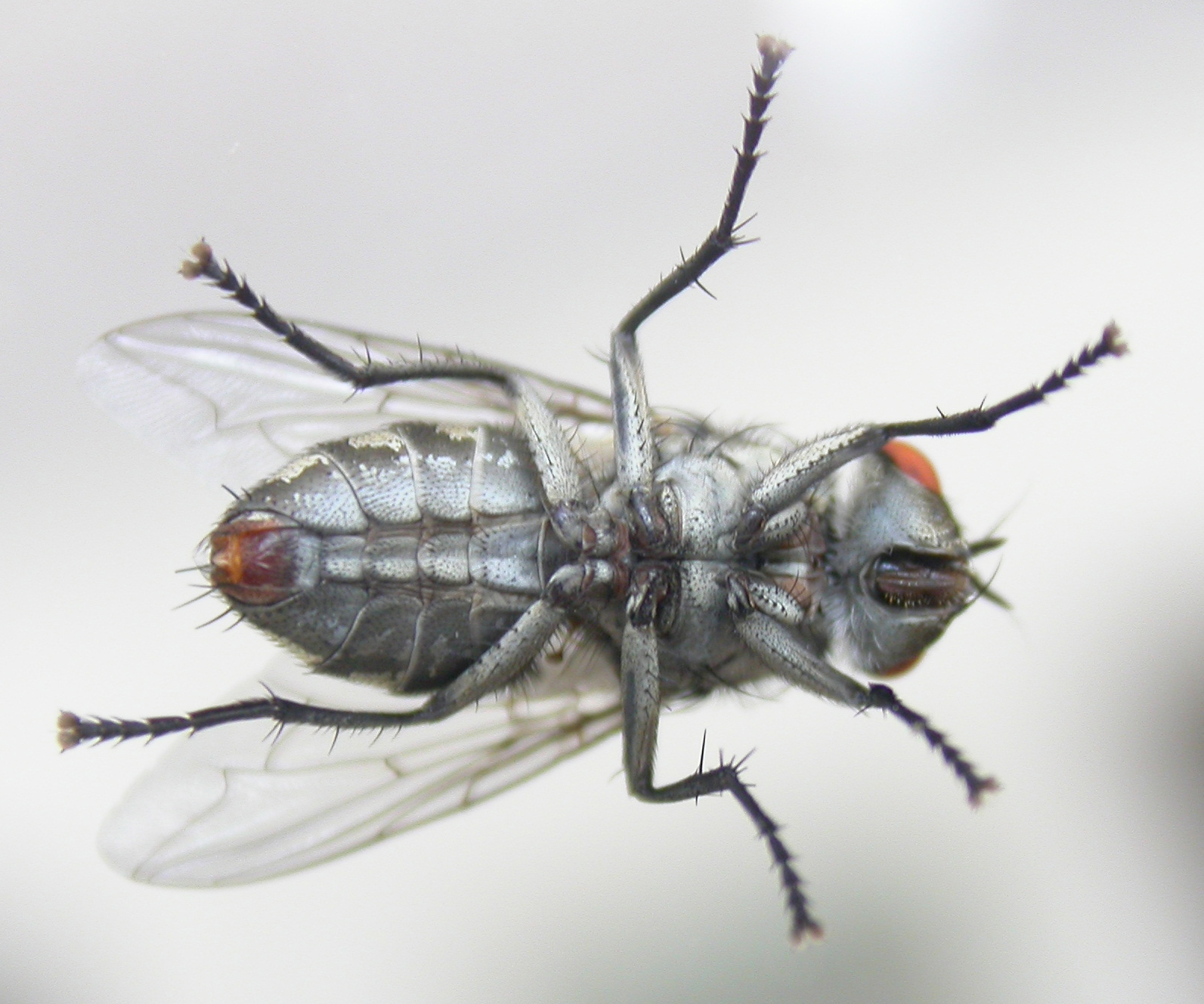
停在玻璃上的蒼蠅
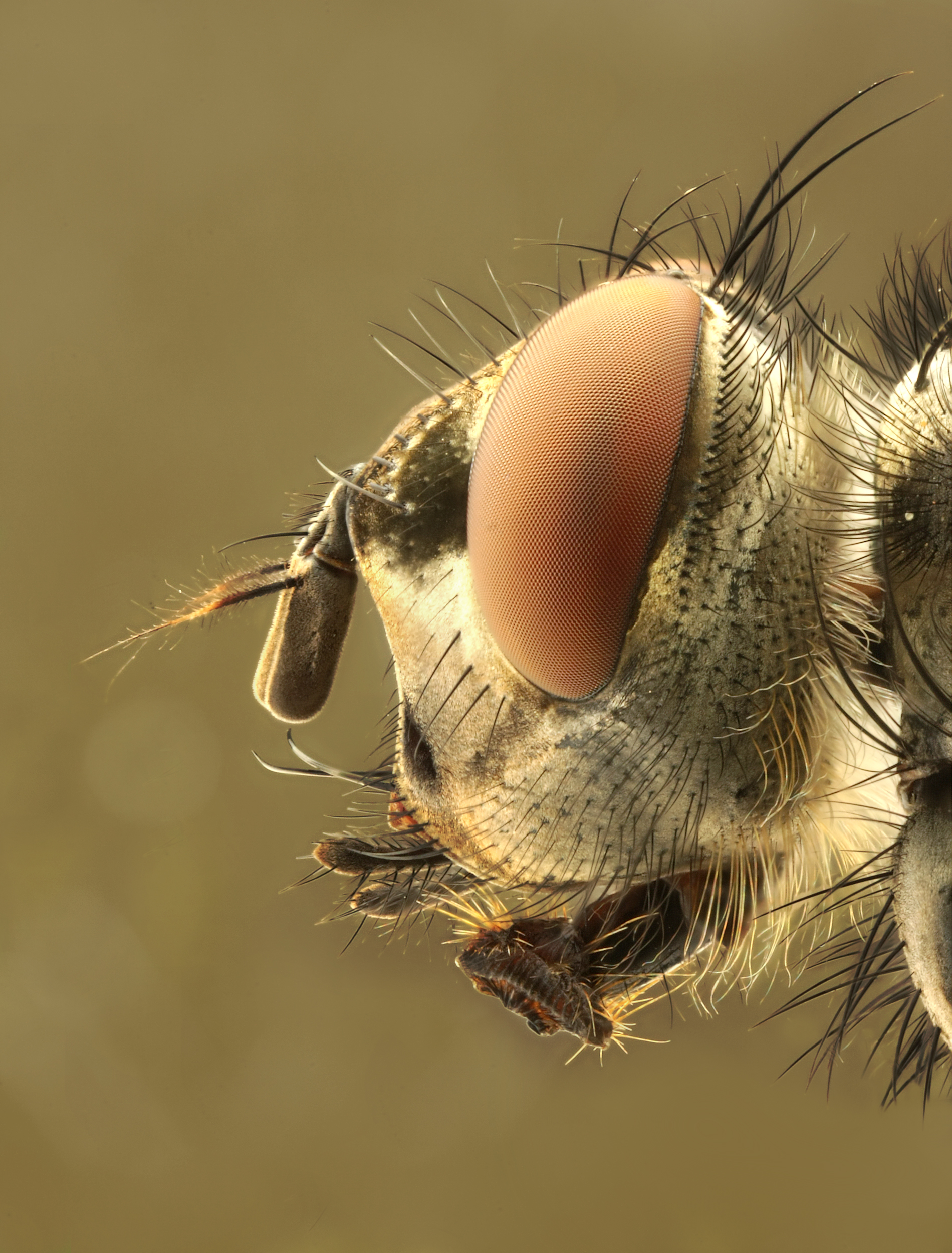
蒼蠅頭部特寫

## 相關作品

### 文学
- 《冬天的蝇》 - 永井荷风
- 《蝇王》 - 威廉·高丁，1954年

### 繪畫
- 齐白石：《苍蝇》
- 法蘭克福畫家：《藝術家與妻子的自畫像》

### 電影
- 《變蠅人》
- 《終極唬神：愛的大復仇》